# Ploujean
Ploujean (en breton : Plouyann) est une ancienne commune française située dans le département du Finistère dans la région Bretagne rattachée à Morlaix depuis 1960.

## Géographie
Ploujean est situé juste au nord de Morlaix, sur la rive droite de la Rivière de Morlaix, en bordure de laquelle plusieurs manoirs et châteaux ont été construits (château de Nec'hoat, château de Keranroux (construit dans la seconde moitié du XVIIIe siècle), château de Keroc'hiou. Le bourg est situé sur un plateau, vers 70-80 mètres d'altitude, plateau sur lequel a été construit l'aérodrome de Morlaix-Ploujean, à l'est du bourg. Le finage de la commune est assez accidenté, les altitudes allant du niveau de la mer jusqu'à 92 mètres au niveau de la butte du Ménez, située juste à l'ouest du lycée agricole de Suscinio. La localité abrite aussi le manoir de Traonfeunteuniou situé à l'est du bourg, qui appartient désormais aux Petites Sœurs de Saint-François d'Assise, une communauté religieuse catholique traditionaliste affiliée à la Fraternité sacerdotale Saint-Pie-X.

## Histoire

### Toponymie
Le nom "Ploujean" vient de ploe (ou ploue), mot breton signifiant "paroisse" et "Jehan" ou "Jean", honorant probablement saint Jean-Baptiste ; le nom est attesté dès le IXe siècle.
On retrouve de nom de la localité sous les formes Plebs Johannis (1149-1157) ; Plebs Joannis (1154) ; Plejehan (1182) ; Ploejehan (1407) ; Ploehan (1428) ; Ploe Jeuhan (1461) ; Ploeiehan (1527) ; Plouian (1543) ; Plouejehan (1573) ; Plouejan (1584).
Le nom de La Boissière (en Ploujean) provient de la traduction du breton beuzit, qui provient lui-même du latin buxetum ("buis") ; cet arbuste est la trace de la présence à cet endroit d'une ancienne villa gallo-romaine.

### Moyen Âge
L'histoire de Ploujean au Moyen Âge est présentée sur un site Internet.

### Époque moderne

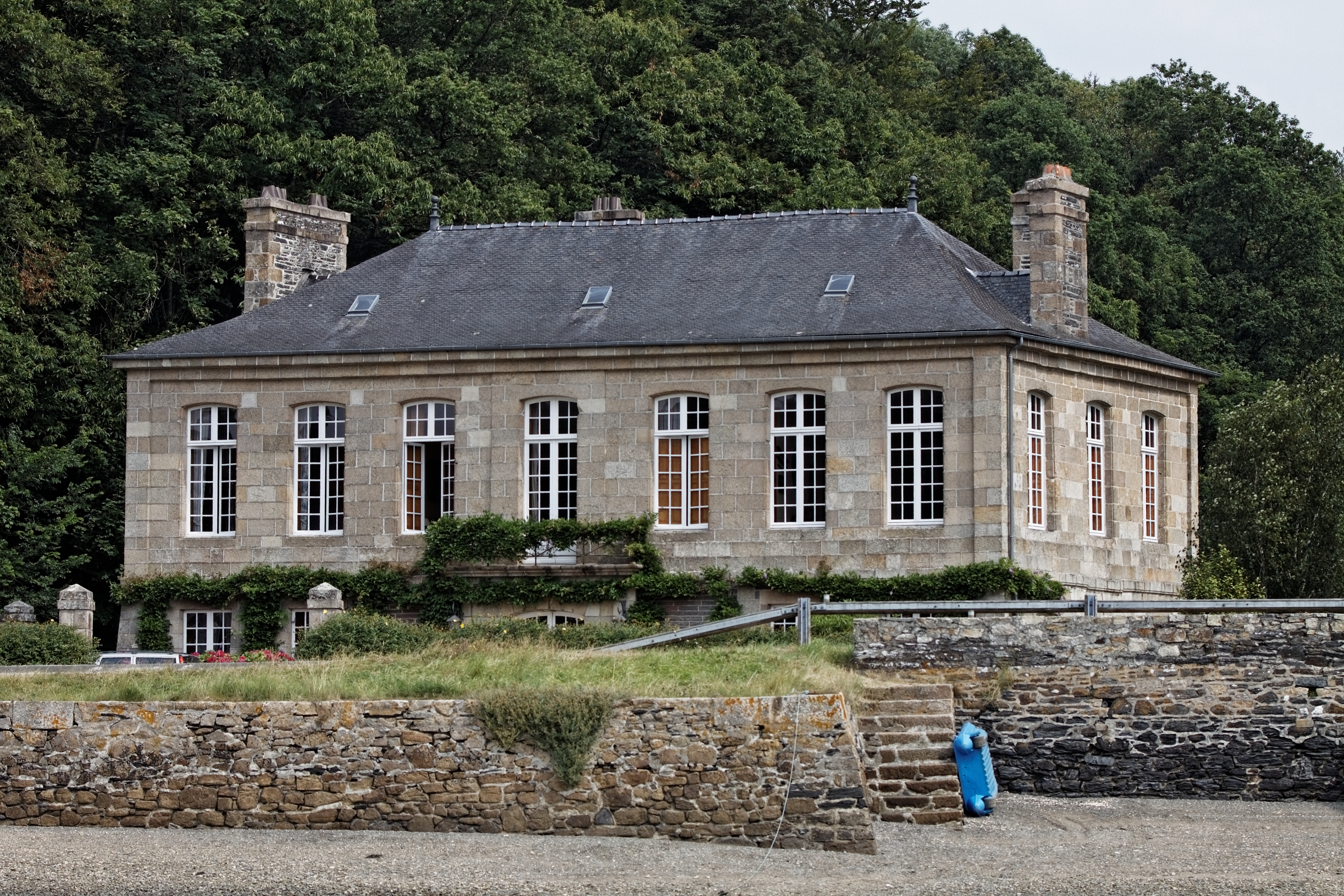
La "maison Cornic" sur les bords de la Rivière de Morlaix

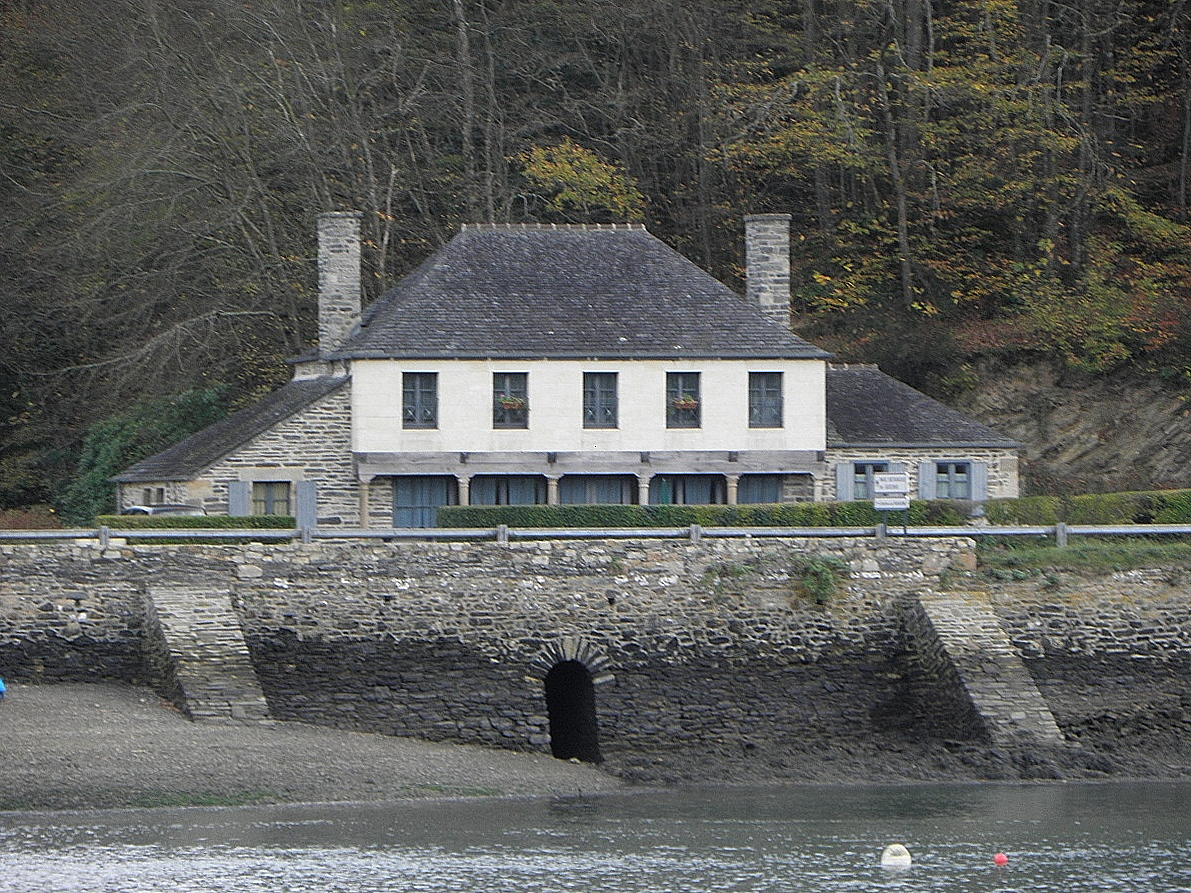
La "maison Le Clique", voisine de la "maison Cornic"

Le manoir de Suscinio est construit au XVIe siècle, mais modifié vers 1660, notamment par l'ajout de deux tours, par Julien Bellin de la Furtays et son épouse Françoise Coroller, qui construisent aussi la chapelle, bénie le 19 mai 1661. Entre 1798 et 1808, il fut la demeure du corsaire Charles Cornic, qui fit aussi transformer en maison d'habitation, la "maison Cornic", une ancienne halle datant du XVIIe siècle servant au commerce du lin, située en bordure de la Rivière de Morlaix. La "maison Le Clique", située à proximité et qui date aussi du XVIIIe siècle, est également classée monument historique.
Parmi les familles nobles de la paroisse, la famille Denis de Trobriand est originaire de Roscoff : Alain Denis fut anobli par le roi Charles IX le 20 septembre 1573 pour services rendus à bord de son bateau Le Sauveur de Saint-Pol lors du siège de La Rochelle. Son petit-fils Guillaume Denis, fut toutefois condamné comme usurpateur de noblesse par un jugement en date du 28 juillet 1670, mais le fils de ce dernier Jean-Élie Denis 1er parvint à se faire confirmer son titre de noblesse en 1715. Son fils aîné Jean-Étienne Denis, né en 1696 à Ploujean, fut le premier membre de la famille  à être connu sous le titre de comte de Trobriand, titre aussi porté par son propre fils Jean-François-Sylvestre Denis, né à Ploujean en 1729, décédé en 1810 à Morlaix. Jean-Élie Denis second, sieur de Trobriand, autre fils de Jean-Élie Denis 1er, né le 11 août 1703 à Ploujean, mort le 11 janvier 1775 à Lesneven hérita de la seigneurie de Kérédern en Ploujean et fut le fondateur de la branche cadette.
En 1759, une ordonnance de Louis XV ordonne à la paroisse de Ploujan [Ploujean] de fournir 34 hommes et de payer 223 livres pour « la dépense annuelle de la garde-côte de Bretagne ».

### LeXIXesiècle

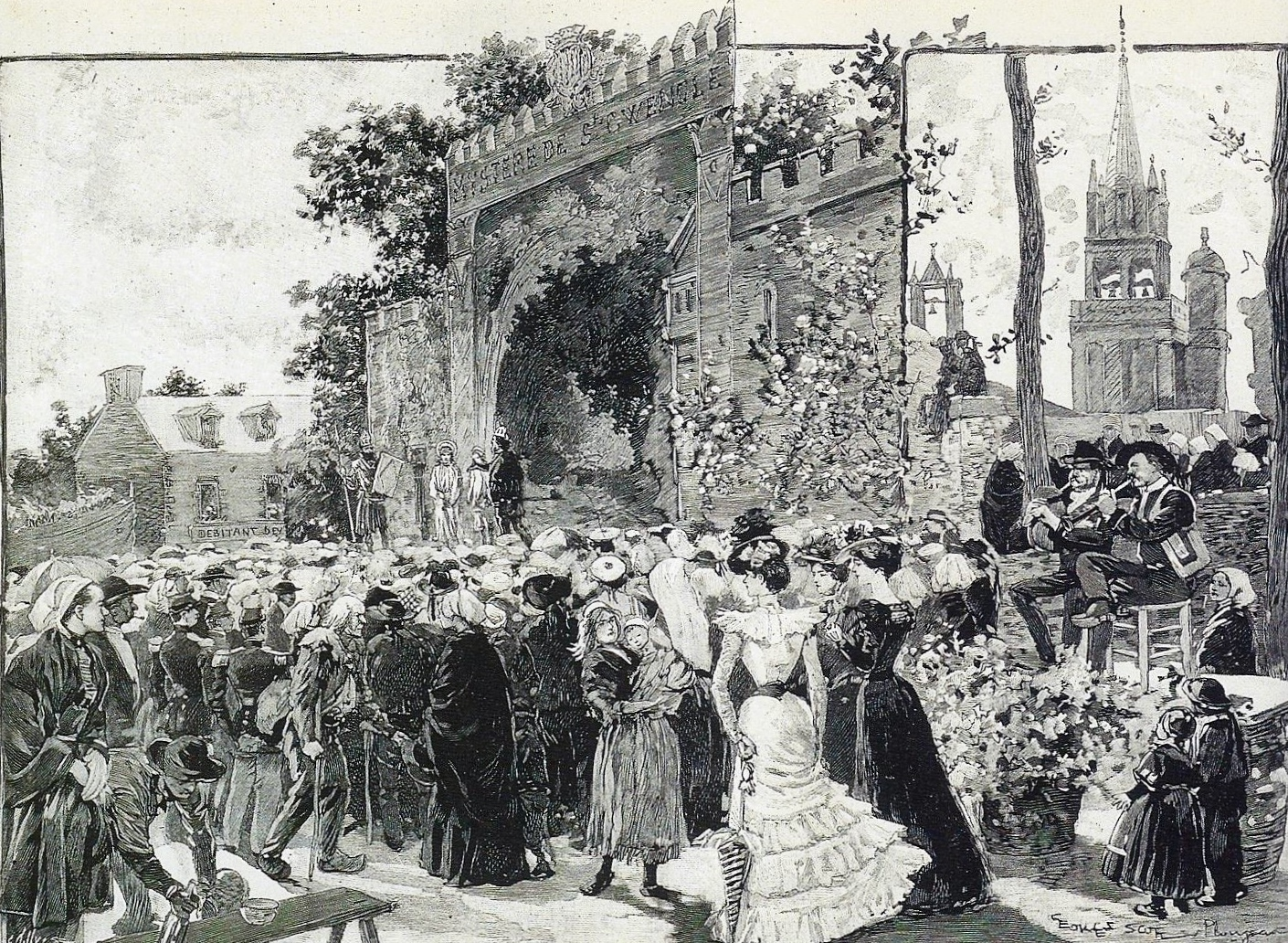
Représentation d'un mystère à Ploujean en 1898 (revue L'Illustration, 1898)

Vers le milieu du XIXe siècle l'ossuaire désaffecté servit d'école.
En 1899, Ploujean fait partie des dix-huit seules communes du département du Finistère à déjà posséder une société d'assurance mutuelle, forte de 183 adhérents (c'est même la première commune du département en nombre d'adhérents devant Plougasnou qui en compte 159), contre la mortalité des animaux de ferme, qui assure les chevaux et les bêtes à cornes.
Charles Joseph Tixier Damas de Saint Prix et son épouse Émilie Barbe Guitton, habitaient l'hiver le manoir de
Traoufeuntenniou en Ploujean et l'été le manoir de Kerbournet en Côtes-d'Armor où celle-ci, comtesse de Saint-Prix, entreprit de collecter les gwerz de la région de Callac.

### LeXXesiècle

#### L'expulsion des Sœurs en août 1902 et la fermeture de l'école privée
En août 1902, la décision du gouvernement d'Émile Combes d'appliquer avec rigueur la loi du 1er juillet 1901 sur les associations, et en particulier l'expulsion des congrégations religieuses en vertu de la Loi sur les congrégations entraîne des troubles importants dans de nombreuses communes, entre autres dans le Léon dans des communes comme Ploudaniel, Le Folgoët, Saint-Méen, etc. mais aussi à Ploujean le 11 août 1902, comme le raconte le Bulletin des Congrégations, publication évidemment favorable aux protestataires :

« À Ploujean, l'alarme est donnée à 4 heures du matin. Tout le monde accourt. Hommes, femmes et enfants se groupent en grand nombre aux abords de l'école. La troupe arrive ; elle barre les routes qui mènent aux villages, mais les paysans arrivent à travers champs et parviennent quand même au lieu de l'exécution. Plusieurs brigades de gendarmerie à pied et à cheval prêtent main-forte à la troupe. Après les sommations légales, on brise les portes à coups de marteau  et de hache. Des gendarmes à cheval forcent la population à s'écarter. Pendant ce temps les Sœurs du Saint-Esprit, et les femmes et jeunes filles qui leur servent de garde d'honneur, se sont réfugiées dans la seconde enceinte, c'est-à-dire dans la maison même d'habitation. De nouvelles sommations sont faites, et sur un nouveau refus, recommence la honteuse besogne, sous les huées de la foule. La seconde porte vole en éclats. Les gendarmes expulsent les personnes les unes après les autres. Les religieuses sortent, l'une après l'autre, et se rendant à l'église pour chanter le Parce Domine, accompagnées de toute la population en larmes, qui crie : « Vivent les Sœurs ! Vivent nos gardes-malades ! » Les scellés sont apposés partout. Le comte de Beaufort, propriétaire, dans un langage émouvant et superbe, proteste contre cette violation de domicile. »

En 1903, le recteur de Ploujean écrit que « nos bretonnants, même la plupart des conseillers municipaux disent qu'ils s'abstiendront de venir à la messe, si on leur prêche en français ».

#### Le chemin de fer
Ploujean a disposé d'une gare. La desserte ferroviaire (ligne de Morlaix à Primel Tregastel) mise en service en 1912 (un accident ferroviaire concernant un train à destination du Dourduff-en-Mer survint le 28 juillet 1912 à la gare de Ploujean, faisant au moins deux morts et plusieurs blessés graves) par les Chemins de fer armoricains, reprise ensuite par la Compagnie des Chemins de fer départementaux du Finistère, ferma dès 1935.

#### La Première Guerre mondiale
Le monument aux morts de Ploujean porte les noms de 148 soldats et marins morts pour la France pendant la Première Guerre mondiale. Parmi eux, François Le Guiner, né le 3 mai 1898 à Ploujean, lycéen au lycée de Quimper, qui rejoignit clandestinement le 118e régiment d'infanterie en janvier 1915 alors qu'il n'avait que 16 ans, mortellement blessé le 7 avril 1917 à Laffaux (Aisne).
Patrick Gourlay décompte pour sa part 142 tués, ce qui fait 3,92 %de la population totale de la commune en 1911.

#### L'Entre-deux-guerres
Le maréchal Foch venait en villégiature dans son manoir de Traonfeunteuniou.

#### La Seconde Guerre mondiale

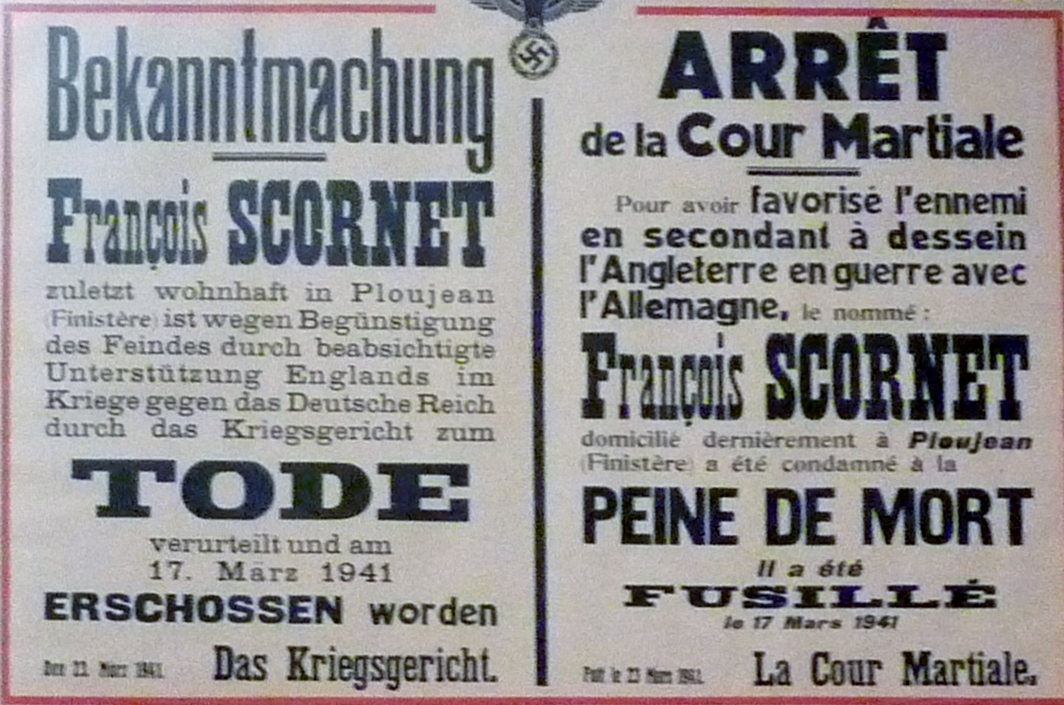
Arrêt de la cour martiale allemande annonçant la condamnation à mort et l'exécution de François Scornet le 17 mars 1941

Le monument aux morts de Ploujean porte les noms de 55 personnes mortes pour la France pendant la Seconde Guerre mondiale ; parmi elles François Scornet, exécuté le 17 mars 1941 à Saint-Ouen (Jersey), qui faisait partie de l'équipée tragique du Vega, un groupe de 15 jeunes gens qui partirent clandestinement du port du Dourduff dans l'intention de rejoindre l'Angleterre, mais leur bateau fut pris dans une violente tempête et ils durent se résigner à accoster dans l'île de Guernesey bien qu'elle fût alors occupée par les Allemands ; arrêtés, ils furent internés à Jersey ; six d'entre eux furent condamnés à mort par une cour martiale allemande, mais seul François Scornet fut exécuté, les cinq autres voyant leur peine commuée en travaux forcés.

#### L'après guerre
Dominique L'Azou a raconté son enfance à Ploujean pendant les décennies 1950-1960 dans un livre : Les saisons de l'enfance en pays de Morlaix.

## Politique et administration

### Liste des maires
| Période                                  | Période  | Identité                        | Étiquette | Qualité |  |
| ---------------------------------------- | -------- | ------------------------------- | --------- | --- |  |
|                                          |          |                                 |           | |  |
| 1809                                     | 1811     | Louis Emmanuel Lamare           |           | Avocat |  |
| 1811                                     | 1815     | Paul de la Fruglaye             |           | Comte. Maréchal de camp. Habitait le château de Kéranroux.                                                                                          |  |
| 1815                                     | 1815     | Aymar de Blois de La Calande    |           | Capitaine de vaisseau. Habitait le château du Launay.                                                                                               |  |
| 1816                                     | 1816     | Vincent du Trévou de Brefeillac |           | Ancien officier du régiment de Bourgogne. |  |
| 1817                                     | 1817     | Pierre Patin de Kergariou       |           | Propriétaire. |  |
| 1817                                     | 1828     | Paul de La Fruglaye             |           | Comte. Déjà maire entre 1811 et 1815 |  |
| 1832                                     | 1836     | Antoine Alexandre               |           | Négociant |  |
| 1847                                     | 1848     | Charles Damas de Saint-Prix     |           | Comte. Officier de marine. |  |
| 1850                                     | 1864     | Guillaume Boudin de Tromelin    |           | Comte. |  |
| 1866                                     | 1888     | François Steun                  |           | |  |
| 1888                                     | 1892     | Hippolyte Dulong de Rosnay      |           | Chef de bataillon. Chevalier de la Légion d'honneur.                                                                                                |  |
| 1892                                     | 1914     | Émile Cloarec                   |           | Avoué. Député de 1901 à 1914. |  |
| 1914                                     | 1918     | Guy Henry                       |           | |  |
| 1919                                     | 1928     | Paul Cloarec                    |           | Lieutenant de vaisseau. Chevalier de la Légion d'honneur.                                                                                           |  |
| 1928                                     | 1929     | Hervé L'Éléouet                 |           | Cultivateur |  |
| 1929                                     | 1941     | Thomas Parc                     | SFIO      | Cultivateur. Grand amateur de théâtre, ami de Anatole Le Braz, voir "Le Pardon du Feu" où l'auteur raconte son arrêt à l'auberge de Bonne Rencontre |  |
| 1941                                     | 1945     | Jean Alexandre                  | PDP MRP   | Tonnelier, Chevalier Légion d'Honneur |  |
|                                          |          |                                 |           | |  |
| 1945                                     | 1953     | Jean-Marie Jacob                | SFIO      | Président du CDL du Finistère. |  |
| 1953                                     | 1960     | Louis Dupoux                    | SFIO      | Dernier maire de Ploujean. Commune rattachée à Morlaix en 1960.                                                                                     |  |
|                                          |          |                                 |           | |  |
| 1960                                     | 1965     | ?                               |           | Maire délégué de Ploujean (commune de Morlaix) |  |
| 1965                                     | 1971     | Jean Salou                      | CNIP      | Maire délégué de Ploujean (commune de Morlaix) |  |
| 1971                                     | 1989     | Jean Jacob                      | PS        | Maire délégué de Ploujean (commune de Morlaix). Fils de Jean-Marie Jacob, maire entre 1945 et 1952.                                                 |  |
| 1989                                     | 1995     | ?                               |           | Maire délégué de Ploujean (commune de Morlaix) |  |
| 1995                                     | 2001     | Jean Jacob                      | PS        | Maire délégué de Ploujean (commune de Morlaix). Fils de Jean-Marie Jacob, maire entre 1945 et 1952.                                                 |  |
| 2008                                     | en cours | Alain Tigréat                   | UMP→LR    | Maire délégué de Ploujean (commune de Morlaix) |  |
| Les données manquantes sont à compléter. |          |                                 |           | |  |

## Population et société

### Démographie
| 1793  | 1800  | 1806  | 1821  | 1831  | 1836  | 1841  | 1846  | 1851  |
| ----- | ----- | ----- | ----- | ----- | ----- | ----- | ----- | ----- |
| 1 874 | 2 692 | 2 261 | 2 867 | 2 780 | 2 785 | 2 689 | 2 843 | 2 871 |

| 1856  | 1861  | 1866  | 1872  | 1876  | 1881  | 1886  | 1891  | 1896  |
| ----- | ----- | ----- | ----- | ----- | ----- | ----- | ----- | ----- |
| 2 738 | 2 804 | 2 910 | 2 868 | 2 935 | 3 042 | 3 157 | 3 088 | 3 067 |

| 1901  | 1906  | 1911  | 1921  | 1926  | 1931  | 1936  | 1946  | 1954  |
| ----- | ----- | ----- | ----- | ----- | ----- | ----- | ----- | ----- |
| 3 339 | 3 442 | 3 568 | 2 938 | 2 961 | 3 013 | 3 058 | 3 265 | 3 142 |

Commentaire: L'annexion de la commune par Morlaix en 1959 interrompt la série statistique des données démographiques communales.

## Culture locale et patrimoine

### Lieux et monuments
- L'église Notre-Dame (XIe-XVe-XVIe siècles) est un édifice composite, formant une croix latine à transept bas. La façade ouest date de (1586) : clocher de style Beaumanoir[43], lanternons et portail de style Renaissance. Le chevet plat (XIVe siècle) à deux contreforts forme un triangle presque parfait percé de trois fenêtre à remplages en arc brisées. À l'intérieur, la nef romane (XIe siècle)[44] à trois vaisseaux, couverte de charpente, ouvre sur les bas-côtés reconstruits au XIXe siècle par des arcs de plein cintre à simple rouleau retombant directement sur de grosses piles rectangulaires. Le chœur, séparée de la nef par un arc de triomphe gothique, a été édifiée au XIVe siècle. Il est éclairé par une maîtresse-vitre à remplages. L'église abrite un orgue classé[45] de 1680, orné de 6 cariatides en bas-relief et de quatre peintures. Il a été construit par le facteur Thomas Dallam.

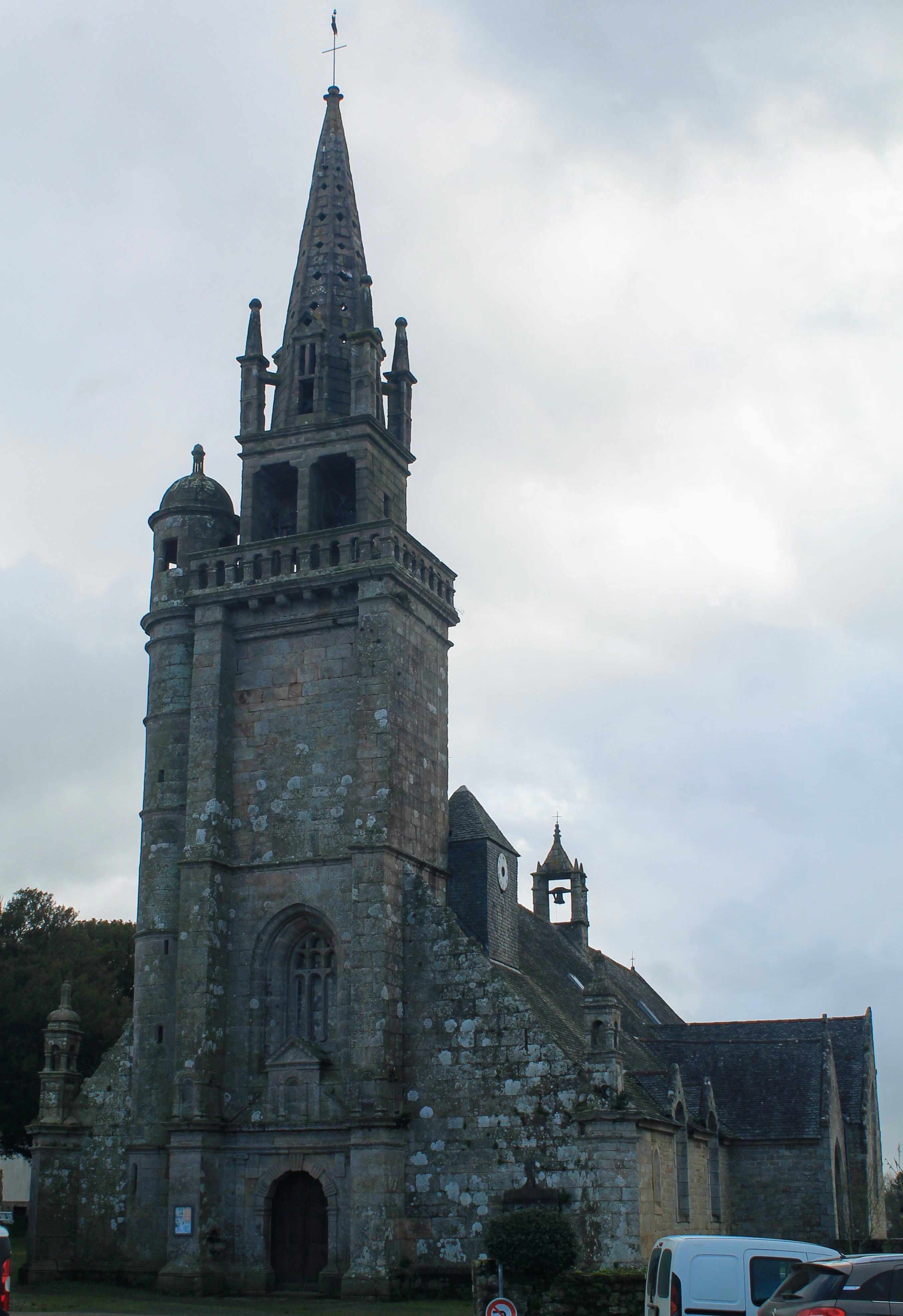
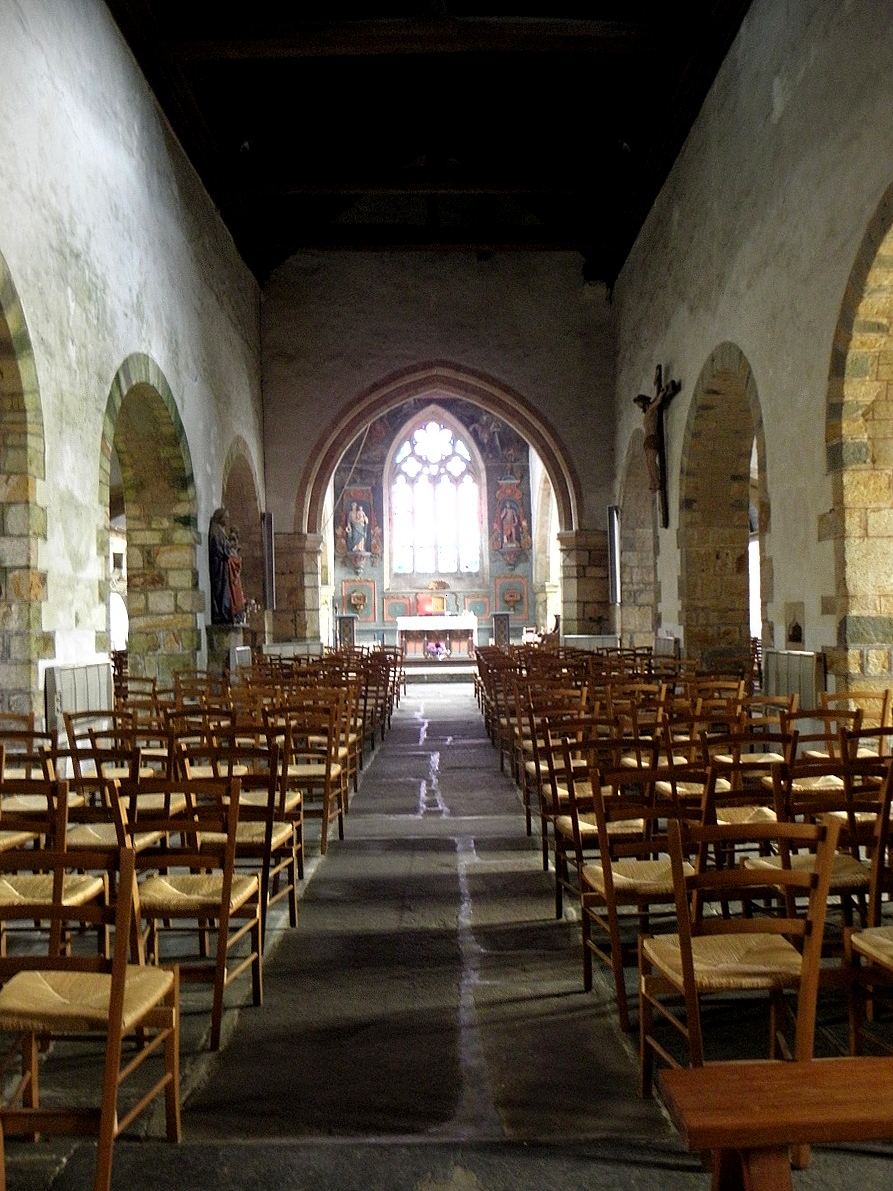

- A l'est de l'enclos paroissial, la chapelle Saint Roch  (XV-XVIe siècles), ancien ossuaire, est classée[46].

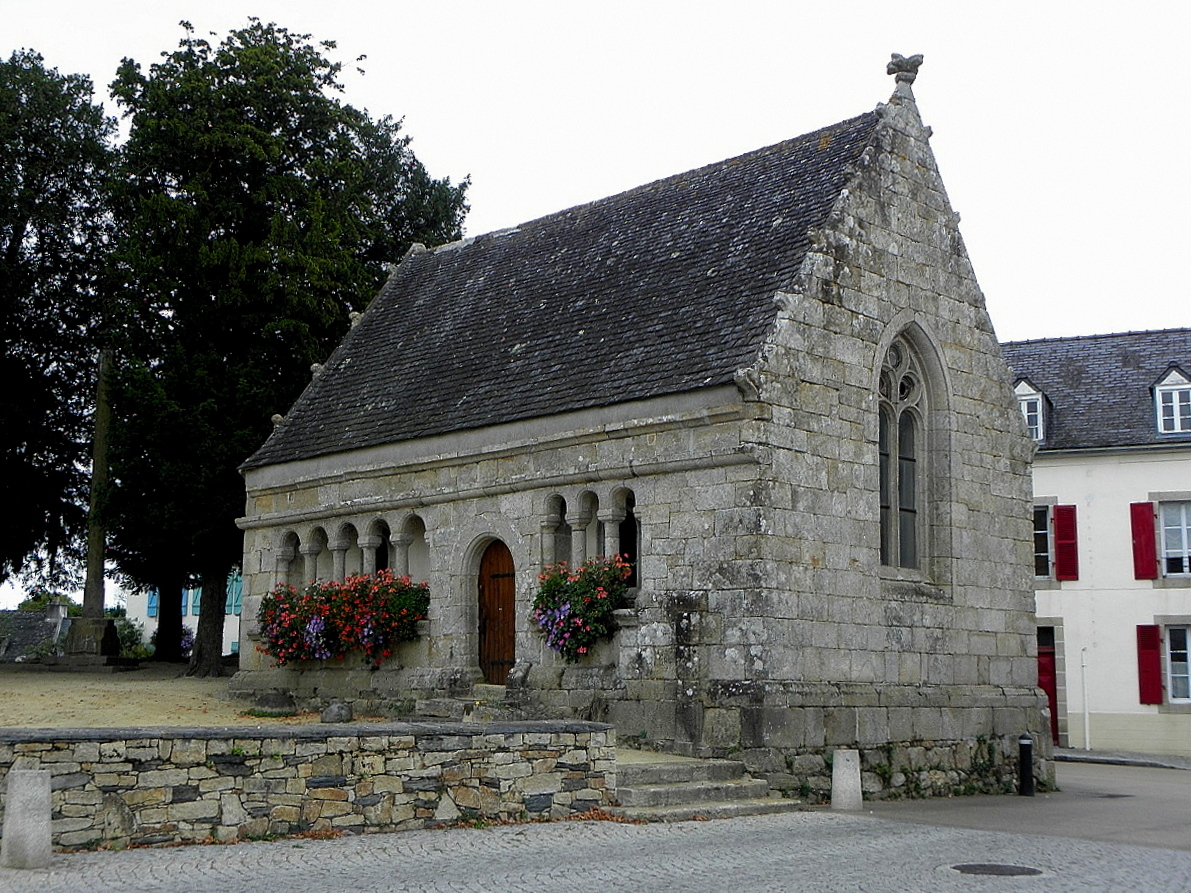
chapelle Saint-Roch

- Le Monastère de Traonfeunteuniou (XIXe, XXe et XXIe siècles)

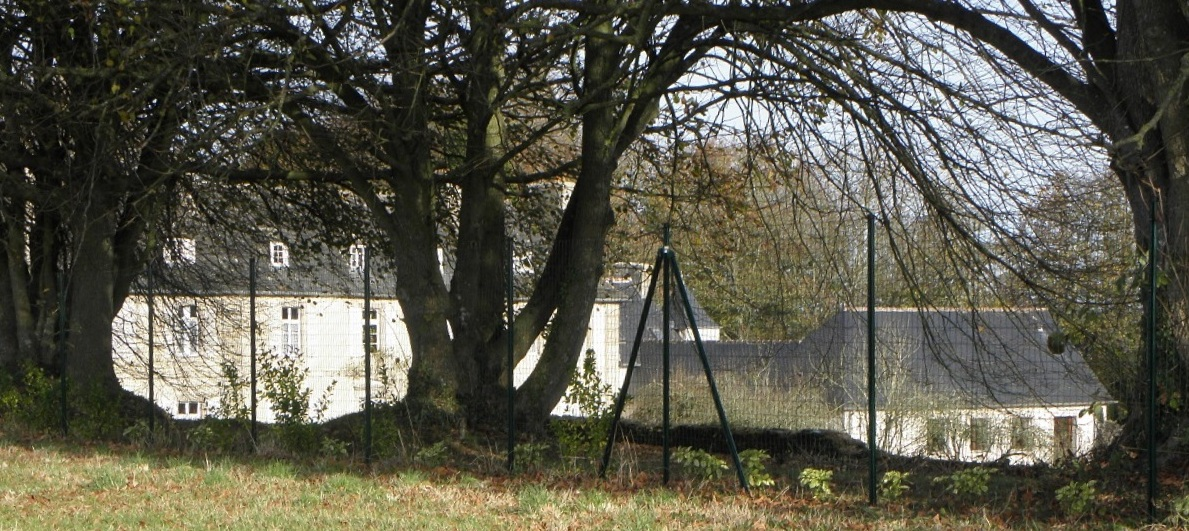
monastère de Traonfeunteuniou

- La Croix de Kerbaul (Haut Moyen Âge).
- Le Château de Nec'hoat (XVIe-XIXe siècles).
- Le Château de Kéranroux (1773).

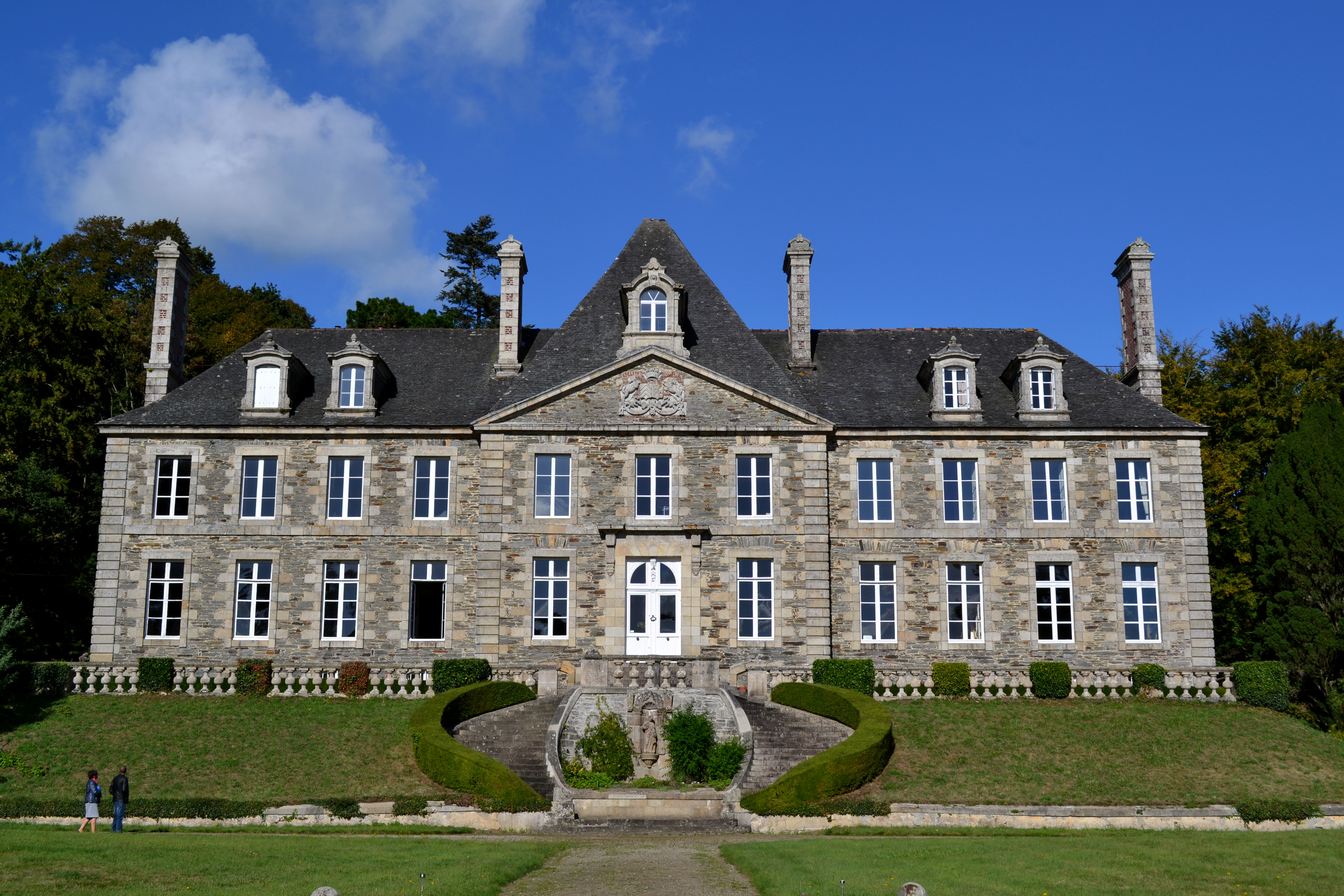
château de Kéranroux
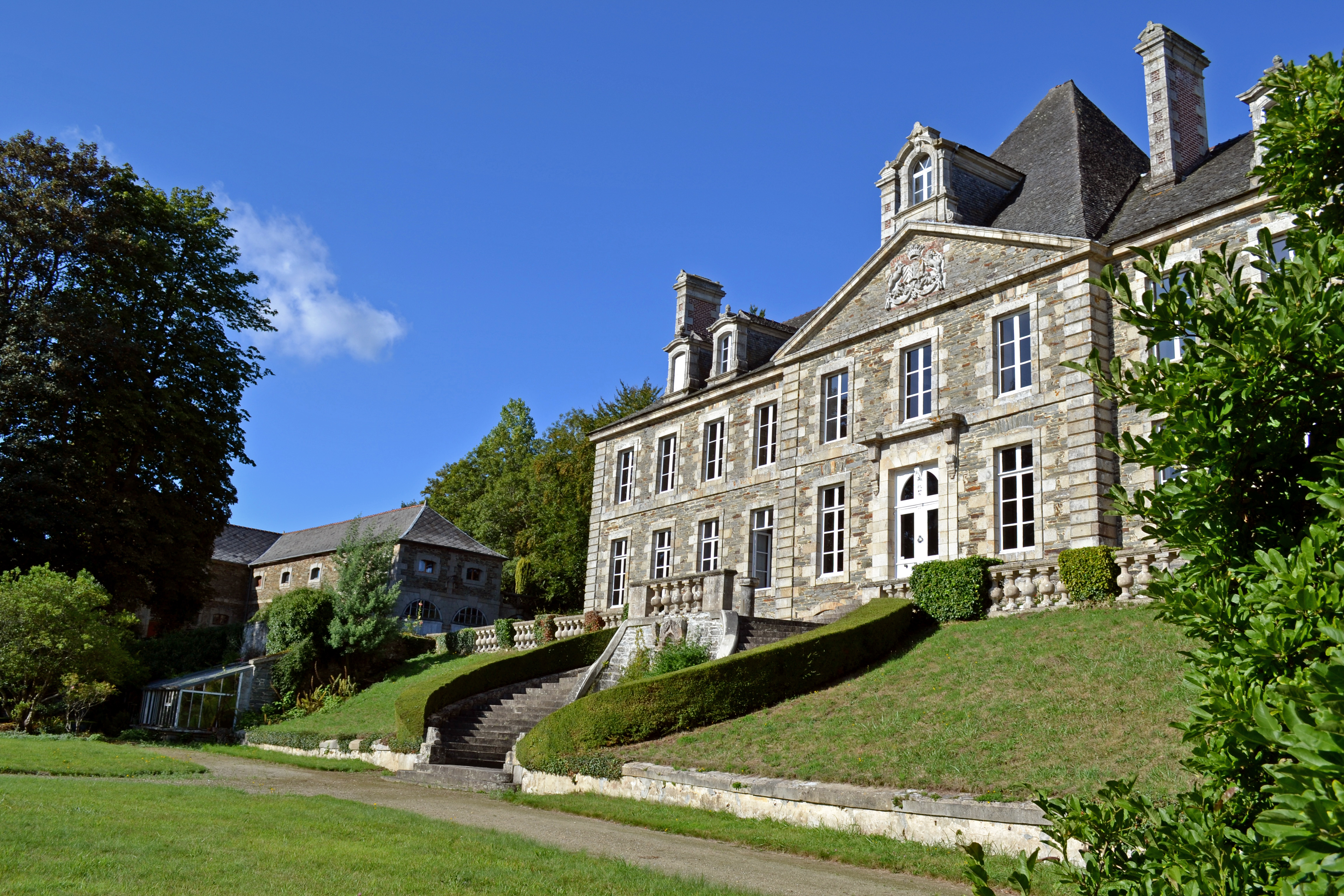
château de Kéranroux

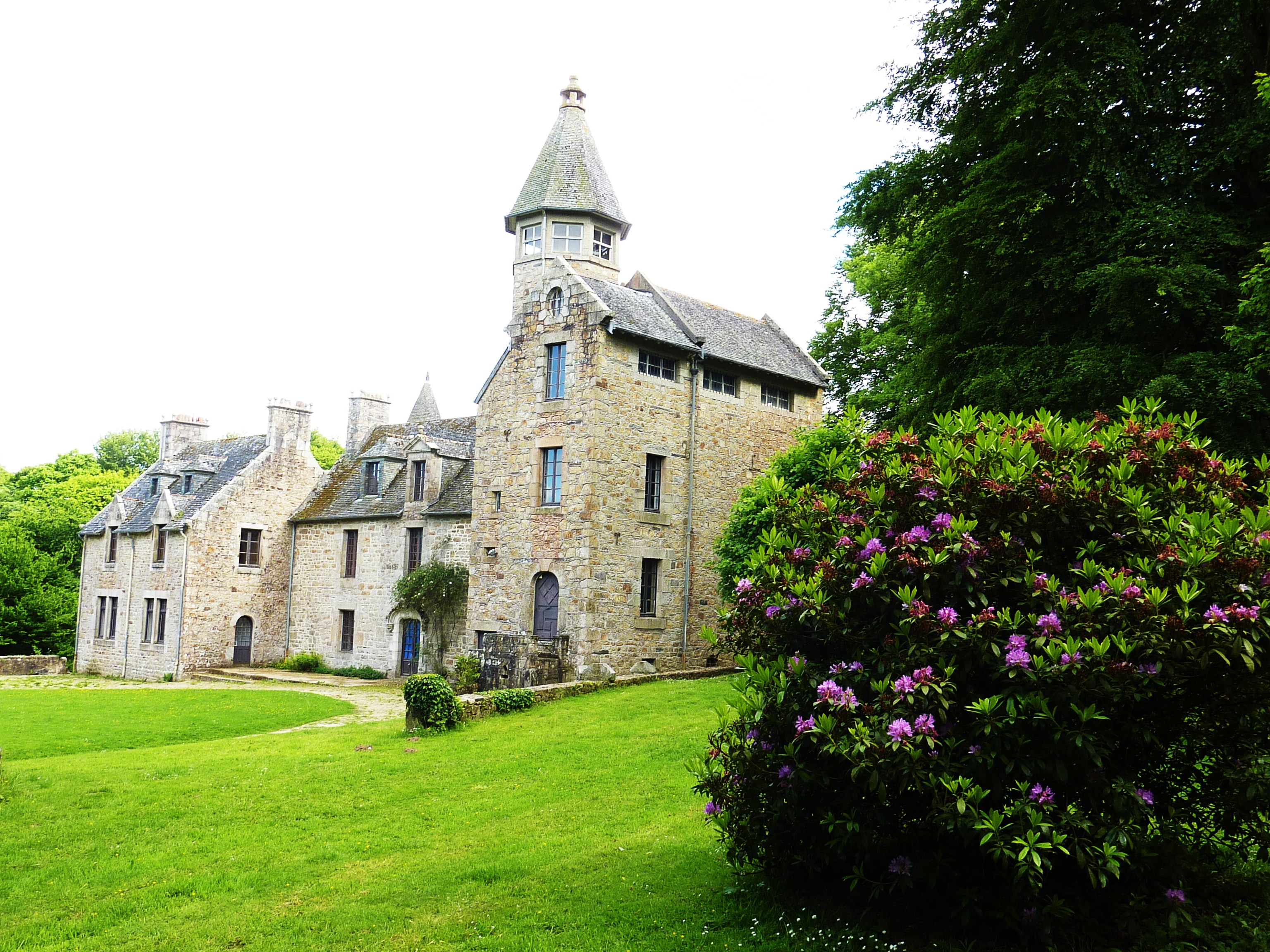
Le Manoir de Suscinio (ou maison Cornic-Duchesne), acquis par le corsaire Charles Cornic à la fin du XVIIIe siècle. Le parc botanique de Suscinio[47] est un domaine de 3 hectares, agencé autour du manoir. Une promenade au cœur du parc est l’occasion de découvrir une succession de jardins tous aussi surprenants les uns que les autres. Du jardin à l’italienne avec ses terrasses encloses à la Vallée des mondes perdus, en passant par le jardin de la table ronde, véritable symbole celte, et le jardin potager, c’est une végétation dense et luxuriante qu’il est ainsi possible d’y admirer. D'un grand intérêt botanique et paysager, notamment grâce aux nombreux arbres pour la plupart âgés de plus de 200 ans, le parc botanique de Suscinio[48] a reçu le label « Arbres remarquables de France ».  - Manoir de Suscinio
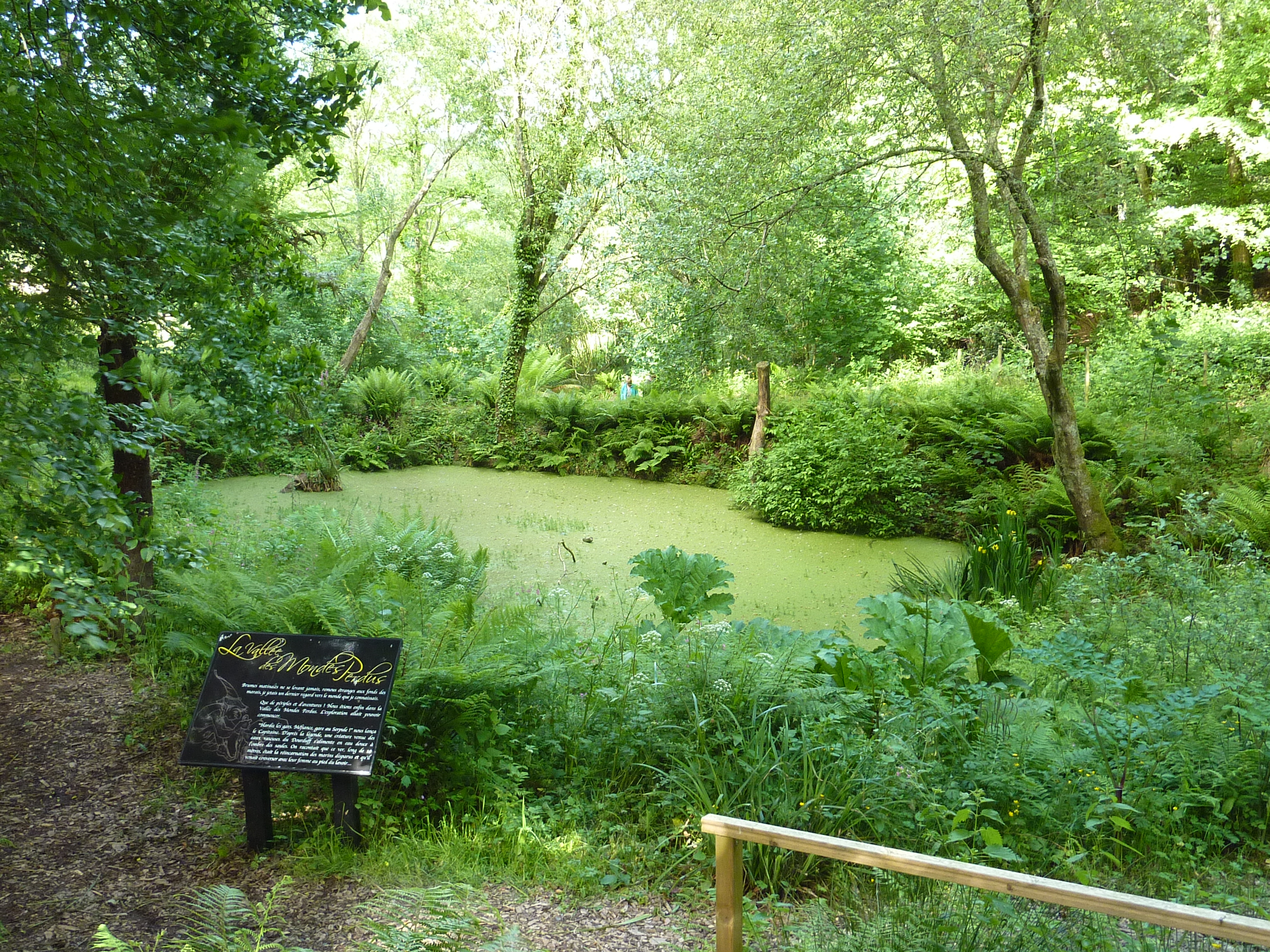
La vallée des mondes perdus
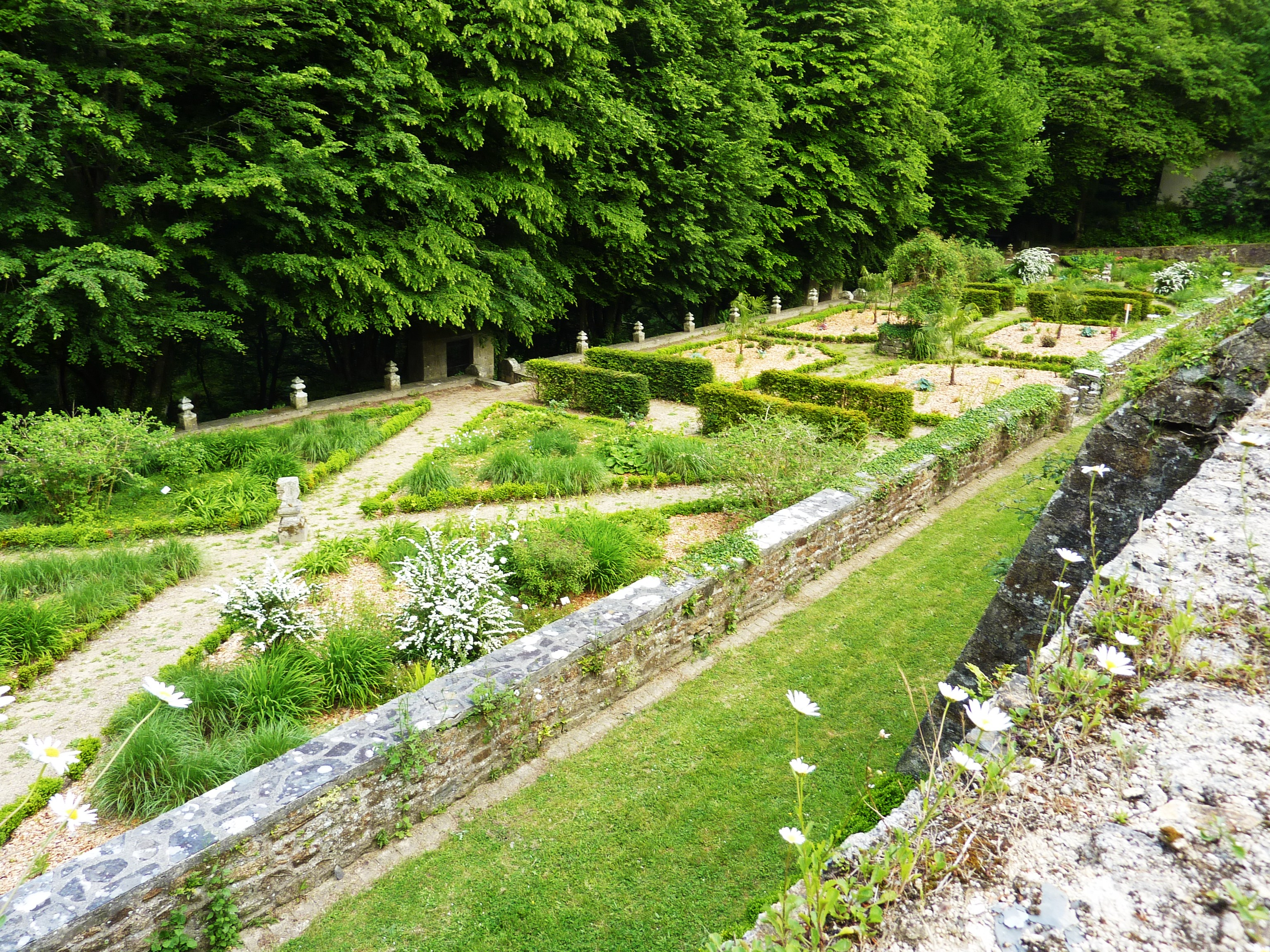
Le jardin en terrasse du Corsaire
  - La vallée des mondes perdus
  - Le jardin en terrasse du Corsaire

### Représentations artistiques
Jean Pierné, "L'Église de Ploujean" (peinture acquise par l'État français le 20 mai 1932, localisation actuelle inconnue).

### Personnalités liées à la commune
- Guillaume Balay (1871-1943), chef de la musique de la Garde républicaine, compositeur, est mort à Ploujean.
- Jean Bécourt-Foch (1914-1944), officier de l'Armée de l'Air, Compagnon de la Libération[50], est né à Ploujean.
- Jacques Jean-Marie François Boudin (1771-1842), comte de Tromelin, général d'Empire (combat à Waterloo), né et mort à Ploujean.
- Jean-Loup Chrétien, premier spationaute européen de l'Ouest, a fréquenté l'école communale de Ploujean et a passé son enfance dans la commune.
- Tristan Corbière (1845-1875), poète né à Ploujean.
- Charles Cornic (1731-1809), né et mort à Ploujean, corsaire et amiral.
- Joseph Donnard (né en 1932), footballeur et entraîneur français, né à Ploujean.
- Adolphe Le Flô (1804-1887), général, député et ministre, décédé au château de Nec'Hoat.
- Ferdinand Foch (1851-1929), maréchal de France, possédait une résidence d'été à Traonfeunteuniou juste à côté de l'actuel aéroport, avec un parc d'une quarantaine d'hectares regroupant les lieux-dits de Kerambars et Kerguiniou.
- Paul Émile Louis Marie de La Fruglaye (1766-1849), maire de Ploujean et décédé au château de Kéranroux.
- Henri de Nompère de Champagny (1831-1885), né à Ploujean, homme politique.
- Gabriel Pierné (1863-1937), compositeur et organiste, y est mort, dans la propriété de Gwel Kaer qu'il avait coutume de louer pendant l'été avec sa famille[51].
- Pierre Quintin (1569-1629), religieux, y est né.
- Nina Ricci (1883-1970) y avait sa résidence d'été[52].